# Xã Plymouth, Quận Ashtabula, Ohio
Xã Plymouth (tiếng Anh: Plymouth Township) là một xã thuộc quận Ashtabula, tiểu bang Ohio, Hoa Kỳ. Năm 2010, dân số của xã này là 1.981 người.